# BlueJ
BlueJはJavaやオブジェクト指向プログラミングの教育用途に開発された統合開発環境である。小規模なソフトウェア開発にも向いており、一般的に教育機関での開発ツールとして有用性が認められている。
デザインが他の開発環境とは異なっており、画面には主に開発中アプリケーションのクラス構造が図式（統一モデリング言語に似たダイアグラム）され、
他にもオブジェクトを容易に作成し検証できる。オブジェクト指向の各概念（クラス (コンピュータ)、オブジェクト (プログラミング)、メソッド (計算機科学)通信）をインターフェース上で視覚的に表現している。

## 特徴
オブジェクト指向プログラミング概念の学習だけでなく、プログラム開発自体への支援も重視され設計された結果、他の統合開発環境に普遍的な機能が実装されない一方で独自機能が搭載されている。
相互的なインスタンス、直接的なオブジェクト作用、単体テストの記録、"navigation view"エディタ、特定範囲の強調表示など、先進的な独自機能の一部は、一般的にソフトウェア開発に有用である。
いくつかの追随する動きがあり、マイクロソフトのVisual Studioはオブジェクトベンチ機能を同じく搭載したが一部のバージョンに限定しており、あくまで実験的な試みに過ぎなかった。

## 教育利用
教育的見地では構成主義と可視化の面で注目を集めている。
BlueJでの作業において、クラス/オブジェクト関係、オブジェクトのインスタンス化、メソッドの呼び出し、パラメータの受け渡しなど、初心者が理解に苦しむ抽象概念に対し具体的な経験が得られることから、学習支援に大きく役立っている。
インド全土においてJava教育ソフトウェアとして推奨されており、オブジェクト指向プログラミングを学ぶデファクトスタンダードとして認知され、使いやすさに定評があり教育機関にて人気がある。
試験においてはBlueJ以外のJava対応統合開発環境によるコードの提出も認められている。

## 歴史
BlueJの開発は1999年にMonash大学のMichael KöllingとJohn RosenbergによってBlue systemの後継として始められた。 BlueJは統合開発環境である。 Blue systemは独自のプログラミング言語と環境の統合システムであった。BlueJはJavaプログラミング言語のためにBlue system環境を実装したものである。 

BlueJは現在、英国・イングランドのケント州カンタベリーのケント国立大学が加わりメンテナンスが行われている。

2009年3月、BlueJプロジェクトはオープンソースソフトウェアになり、クラスパス例外付きGNU GPLライセンスの下で公開された。